# Autoroute A44 (France)
Pour les articles homonymes, voir A44.
 (avril 2015).
Si vous disposez d'ouvrages ou d'articles de référence ou si vous connaissez des sites web de qualité traitant du thème abordé ici, merci de compléter l'article en donnant les références utiles à sa vérifiabilité et en les liant à la section « Notes et références ».
L'autoroute A44 est un projet d'autoroute de contournement ouest de Lyon, via les Monts du Lyonnais.